# Viktoria Winge
Viktoria Winge (Oslo, 5 maart 1980) is een Noors actrice, model en zangeres van de elektronische-popgroep Babyjaws (voorheen: Discorockers). Zij is de dochter van toneelregisseur Stein Winge en actrice Kari Onstad Winge.
Als 17-jarige startte Viktoria Winge haar modelcarrière en verscheen ze in internationale magazines als Cosmopolitan, Elle en Vogue.
Viktoria Winge is getrouwd met bandlid Anton Jawdokimov.

## Filmografie
- Fritt vilt (2006)
- Reprise (2006)
- Max Manus (2008)
- Fritt vilt II (2008)
- Crossing Paths (2008)
- I Scratch (2008)
- Anniken (2009)
- II Daddy's Girl (2009)
- Kiss Fight Smoke (2010)
- You Look and You Think (2010)
- Akvarium (2011)
- Inside the Whore (2011)
- Bambieffekten (2011)
- Kvinnefrisen (2011)
- Op de Dijk (2016)

## Televisieseries
- Påpp & Råkk (2010)
- Dag (2010)
- Koselig med peis (2011), 5 afleveringen
- The Spiral (2012)
- Lilyhammer (2013), 2 afleveringen